# Trzepowo-Parcele
Trzepowo-Parcele – przysiółek wsi Trzepowo w Polsce położony w województwie mazowieckim, w powiecie pułtuskim, w gminie Pokrzywnica.
Trzepowo-Parcele znajduje się w granicach sołectwa Trzepowo.